# Milij Alexejevič Balakirev
Milij Alexejevič Balakirev (rusky: Милий Алексеевич Балакирев) (2. ledna 1837, Nižnij Novgorod – 29. května 1910, Petrohrad) byl ruský skladatel, klavírista, dirigent, hudební pedagog, přední osobnost ruského hudebního romantismu, člen a vedoucí osobnost skupiny zvané Mocná hrstka.

## Život

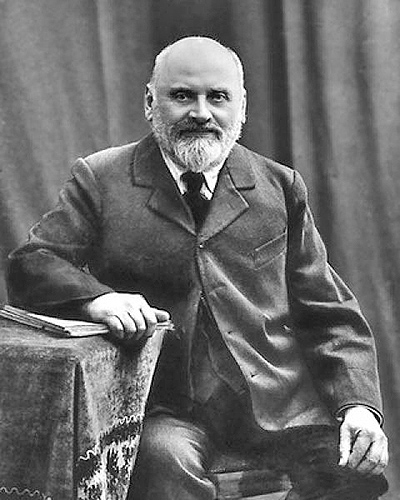
Milij Alexejevič Balakirev

Milij Balakirev se narodil do šlechtické rodiny Balakirevových, byl synem titulárního poradce Alexeje Konstantinoviče Balakireva (1809–1869). Počátky hry na klavír mu dala v dětství matka. V deseti letech strávil letní prázdniny v Moskvě, kde se věnoval intenzivní klavírní výuce u klavíristy a skladatele Alexandra Dubuqua. Poté ve studiu pokračoval v Nižním Novogorodu u klavíristy a dirigenta Karla Eisericha. Velkou roli v jeho osudu sehrál A. D. Ulybyšev, hudebník amatér, mecenáš a autor první ruské monografie o Wolfgangu Amadeu Mozartovi.
Po dokončení Nižněnovgorodského šlechtického institutu v roce 1853 studoval dva roky na Matematické fakultě Kazaňské univerzity. Na studiích se živil výukou hudby. V té době zkomponoval své první skladby: klavírní fantazii na téma z opery Michaila Ivanoviče Glinky Život za cara, romanci Jsi okouzlující něhy plná (rusky Ты пленительной неги полна, 1855) a koncertní Allegro.
V roce 1855 odjel spolu s Ulybyševem do Petrohradu, kde se setkal s Glinkou, který přesvědčil Balakireva, aby komponoval hudbu v ruském národním duchu. V témže roce vystoupil poprvé na veřejnosti v roli klavírního virtuóza. 18. března 1862 založil spolu s hudebním pedagogem a dirigentem Gavriilem Jakimovičem Lomakinem pod imperátorskou záštitou Bezplatnou hudební školu. Na koncertech pořádaných touto školou vystupoval Lomakin jako sbormistr a Balakirev jako dirigent.
Na přelomu padesátých a šedesátých let, spolu s přítelem a kritikem Vladimírem Stasovem, shromáždil okolo sebe skupinu hudebních skladatelů, které byla později známa jako Mocná hrstka (také Pětka, Ruská pětka nebo Novoruská škola). Dalšími členy byli Alexander Borodin, César Kjui, Modest Musorgskij a Nikolaj Rimskij-Korsakov. Skupina si kladla za cíl skládat specificky ruský druh hudby a neimitovat starší evropskou hudbu, případně se nespoléhat na konzervatorní výuku v evropském stylu. Po mnoho let byl Balakirev jediným profesionálním hudebníkem ve skupině. Svými názory ovlivnil Balakirev i tvorbu Petra Iljiče Čajkovského.

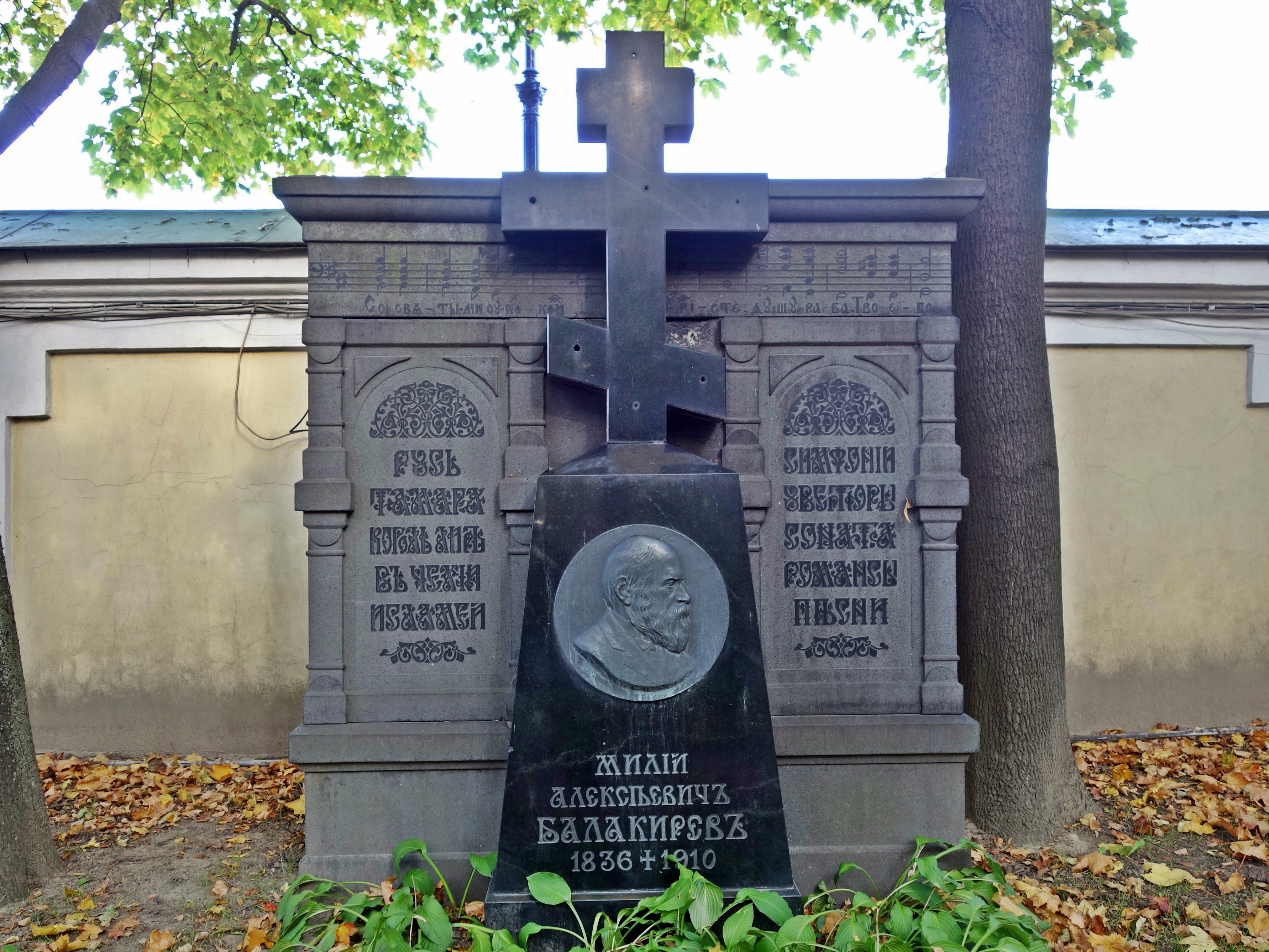
Hrob M. A. Balakireva v Petrohradě

V roce 1866 byl Balakirev pozván do Prahy, aby nastudoval Glinkovy opery Život za cara a Ruslan a Ludmila. I když Balakirevův pobyt v Praze provázely spory s Bedřichem Smetanou, který představení dirigoval, měly opery mimořádný úspěch. V Praze Balakirev zkomponoval také symfonickou báseň V Čechách, kde jako téma použil tři české národní písně.
Od podzimu 1867 do jara 1869 řídil Balakirev koncerty Ruské imperátorské hudební společnosti, na kterých uváděl kromě děl Hectora Berlioze a Franze Liszta také díla ruských skladatelů Rimského-Korsakova, Borodina, Musorgského a dalších. Nikolaj Rubinstein pozval Balakireva na Moskevskou konzervatoř. Skladatel však pozvání odmítl, neboť se domníval, že nemůže být profesorem pro nedostatek systematického hudebního vzdělání.
28. ledna 1868 se stal ředitelem Bezplatné hudební školy a vedl ji až do roku 1874. V té době byl odvolán z řízení koncertů Petrohradské hudební společnosti. Vzdal se veškeré hudební činnosti a pracoval jako pouhý úředník u Varšavské železnice. Na veřejnost a k hudbě se vrátil až koncem 70. let a v roce 1881 se stal znovu ředitelem hudební školy.
V roce 1883 byl Balakirev jmenován ředitelem dvorního orchestru a Rimskij-Korsakov se stal jeho asistentem. V této funkci působil až do roku 1895, kdy odešel do důchodu a věnoval se pouze komponování.
Zemřel v Petrohradě 29. května 1910. Je pochován na Tichvinském hřbitově Alexandro-Něvského kláštera.

## Dílo
Seznam Balakirevových skladeb je v článku Seznam skladeb Milije Alexejeviče Balakireva.
Přestože začal komponovat již raném věku a vytvořil několik skvostných děl, je Balakirev znám spíše jako hnací síla ruské hudby konce devatenáctého století, než jako skladatel. To by sice nemělo bránit jeho hudební tvorbě, ale jeho zájem o ostatní mu nedovoloval se plně věnovat práci vlastní. Přesto je jeho hudba pozoruhodná, snoubící autentické ruské kvality Glinky a Borodina se západoevropskými strukturami. Důkazem toho je i jeho symfonická báseň, která podle mnohých předběhla svou dobu: Tamara. Pozoruhodné jsou i jeho dvě symfonie, které dokončil těsně po roce 1895. Cenným příspěvkem k ruské hudební etnografii je sbírka 40 ruských národních písní vydaná Balakirevem v roce 1866.